# Ларга (Новоаненский район)
Ларга (рум. Larga) — село в Новоаненском районе Молдавии. Наряду с сёлами Золотиевка и Николаевка входит в состав коммуны Золотиевка.

## География
Село расположено на высоте 88 метров над уровнем моря, в 25 км юго-западнее Бендер.

## История
Село основано немецкими колонистами в 1895 году, переселившимися из колоний Кандель, Зельц и Иозефсдорф.
Село входило в Кайнарскую волость Бендерского уезда Бессарабской губернии. После 1918 года — в составе Румынии.
В начале XX века в селе располагались молельный дом и школа, в собственности жителей было 1348 га земли. В 1904 году было 65 жителей, в 1939 году — 660 жителей (из них 110 немцев). В начале Второй мировой войны немцы покинули село.
С 26 мая 1941 года село входило в состав Бульбокского (Новоаненского) района, до 1 апреля 1963 года.
После этого село перешло в состав Каушанского района до 13 августа 1985 года.
В 1985 году село вошло в состав Думбравенского (Каинарского) района с центром Каинары.
С 1999 года по 2002 год село входило в состав уезда Тигина.
С 2002 года по настоящее время село входит в состав Новоаненского района.

## Население
По данным переписи населения 2004 года, в селе Ларга проживает 311 человек (156 мужчин, 155 женщин).
Этнический состав села:
| Национальность | Число жителей | Процентный состав |
| -------------- | ------------- | ----------------- |
| украинцы       | 155           | 49.84             |
| молдаване      | 120           | 38.59             |
| русские        | 24            | 7.72              |
| гагаузы        | 3             | 0.96              |
| болгары        | 3             | 0.96              |
| прочие         | 6             | 1.93              |
| Всего          | 311           | 100 %             |